# Epimedium omeiense
Epimedium omeiense är en berberisväxtart som beskrevs av W.T. Stearn. Epimedium omeiense ingår i släktet sockblommor, och familjen berberisväxter. Inga underarter finns listade i Catalogue of Life.